# Berkeley Square
Berkeley Square is een Amerikaanse dramafilm uit 1933 onder regie van Frank Lloyd. Het scenario is gebaseerd op de onvoltooide roman The Sense of the Past (1917) van de Amerikaanse auteur Henry James.

## Verhaal
De Amerikaan Peter Standish heeft een manier ontdekt om in de tijd te reizen. Hij transporteert zichzelf naar Londen in de 18e eeuw en wordt er verliefd op Helen Pettigrew. Haar familie ziet hem als een buitenstaander vanwege zijn vreemde gedrag en taalgebruik. Als hij terugkeert naar het heden, komt Peter erachter dat Helen op jonge leeftijd is overleden. Dat zal grote gevolgen hebben voor zijn eigen toekomst.

## Rolverdeling
| Acteur               | Personage               |
| -------------------- | ----------------------- |
| Leslie Howard        | Peter Standish          |
| Heather Angel        | Helen Pettigrew         |
| Valerie Taylor       | Kate Pettigrew          |
| Irene Browne         | Ann Pettigrew           |
| Beryl Mercer         | Mevrouw Barwick         |
| Colin Keith-Johnston | Tom Pettigrew           |
| Alan Mowbray         | Majoor Clinton          |
| Juliette Compton     | Hertogin van Devonshire |
| Betty Lawford        | Marjorie Trant          |
| Ferdinand Gottschalk | Mijnheer Throstle       |
| Samuel S. Hinds      | Amerikaanse ambassadeur |
| Olaf Hytten          | Joshua Reynolds         |
| David Torrence       | Lord Stanley            |

## Prijzen en nominaties
| Jaar | Prijs  | Categorie                 | Genomineerde(n) | Uitslag     |
| ---- | ------ | ------------------------- | --------------- | ----------- |
| 1933 | Oscars | Beste mannelijke hoofdrol | Leslie Howard   | Genomineerd |